# Einschneiden (Kürschnerei)

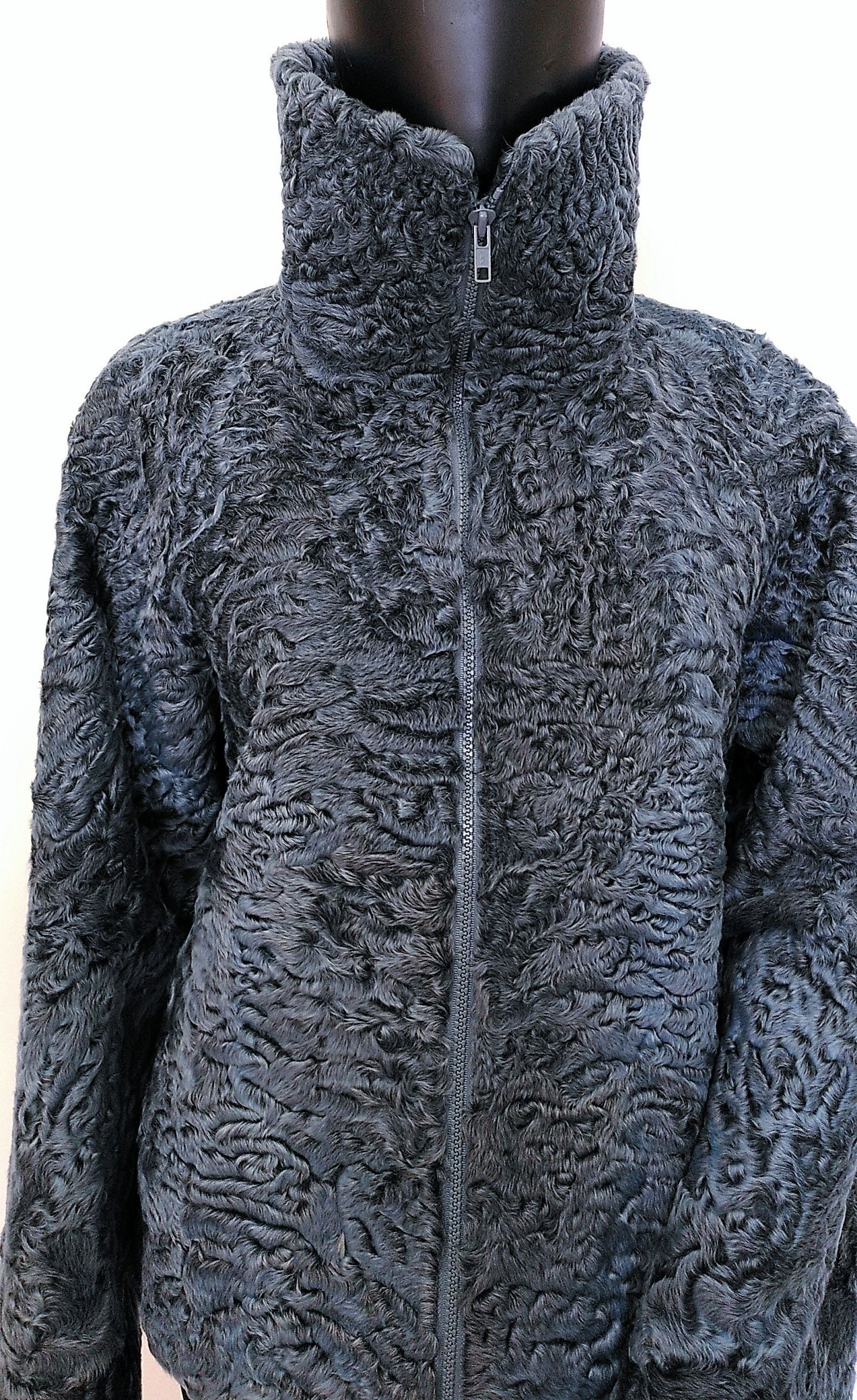
Eingeschnittene, blaugefärbte Karakulfelljacke

Das Einschneiden bezeichnet einen Arbeitsschritt der Kürschnerei bei der Herstellung von Pelzbekleidungsstücken oder Pelzaccessoires. Dabei werden eine Anzahl von Pelzfellen zu einem den Fellcharakter beibehaltenden Streifen zusammengefügt. Die alternative Verarbeitung ist das „Aufsetzen“, bei der die Felle erkennbar übereinander gesetzt werden.

## Geschichte
Bis in das 19. Jahrhundert wurden Pelzfelle in der Mode oder Tracht nur als Pelzinnenfutter, als Pelzbesatz und als Verbrämung gezeigt, abgesehen von den rustikalen Schaffellmänteln der vor allem ländlichen Bevölkerung, die mancherorts auch gewendet wurden. Hinzu kamen Pelzaccessoires wie Muffe, Pelzkolliers und Pelzmützen. Ende des 19. Jahrhunderts entwickelte sich eine Pelzmode, bei der das Fell auch bei Jacken und Mänteln mit dem Haar nach außen getragen wurde. Mit der etwa gleichzeitigen Erfindung der Pelznähmaschine wurde es möglich, sehr viel aufwändigere Arbeitstechniken wirtschaftlich sinnvoll anzuwenden.
Für ein im Gebrauch nicht sichtbares Innenfutter genügt es, die Felle schachbrettartig auf- und nebeneinander zu setzen. Für die Außenverarbeitung wurden nun immer neue Techniken und Optiken ausprobiert oder weiterentwickelt. Das Auslassen und das Einschneiden zu mantel- oder jackenlangen Streifen brachte eine wesentliche Veränderung zu einem flächigeren, harmonischen Aussehen. Für die nebeneinander genähten Fellbahnen konnte diese Wirkung durch ein Versetzen weiter verstärkt werden.

Einschneiden bei Pelzkleinteilen (1895)
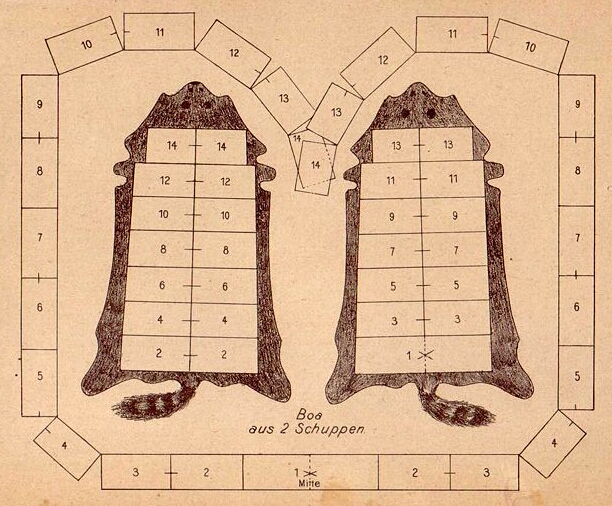
Zwei Waschbärfelle zu einer Boa einschneiden
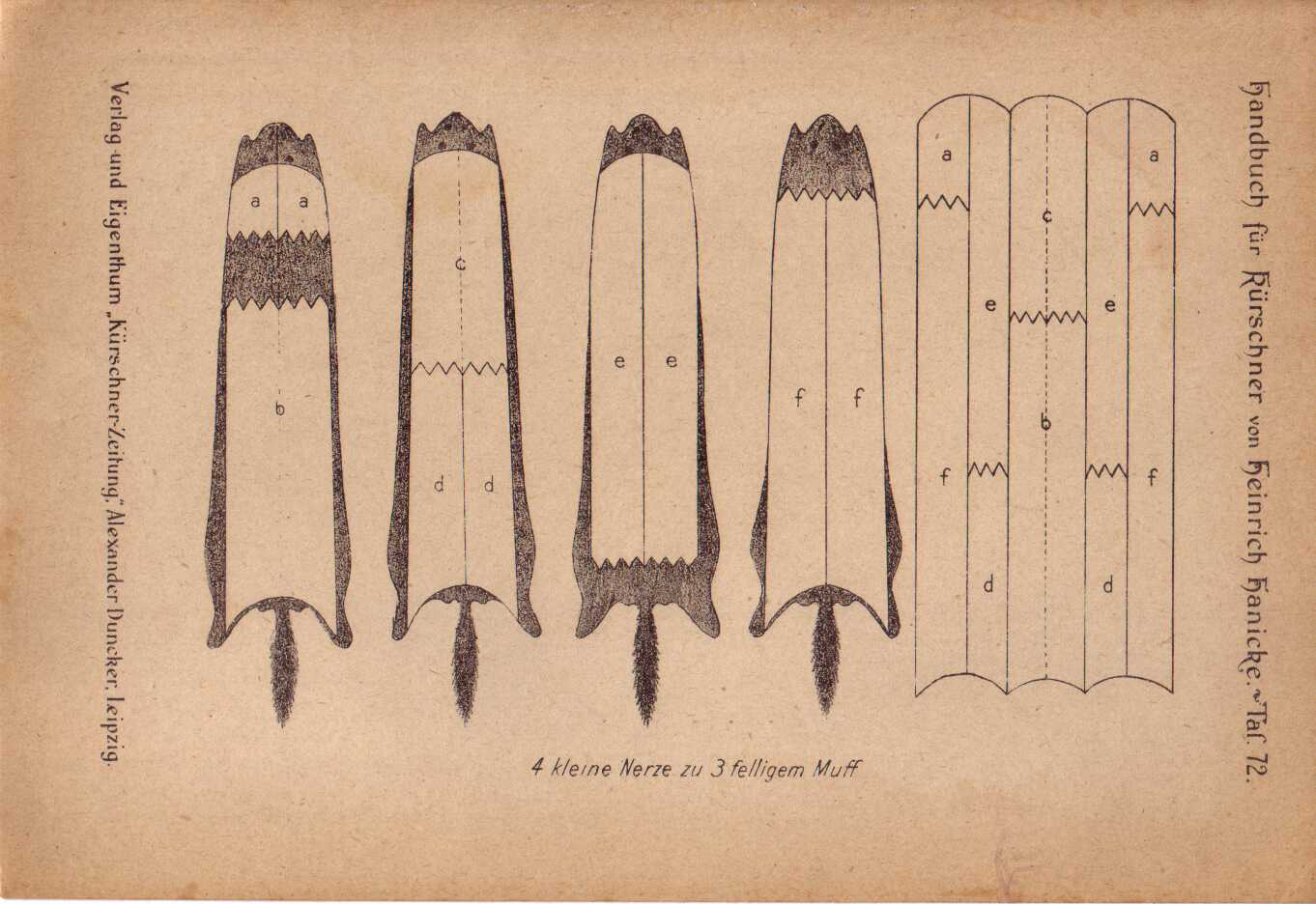
Flächenausgleich, vier Nerzfelle für einen dreistreifigen Muff

## Arbeitstechnik

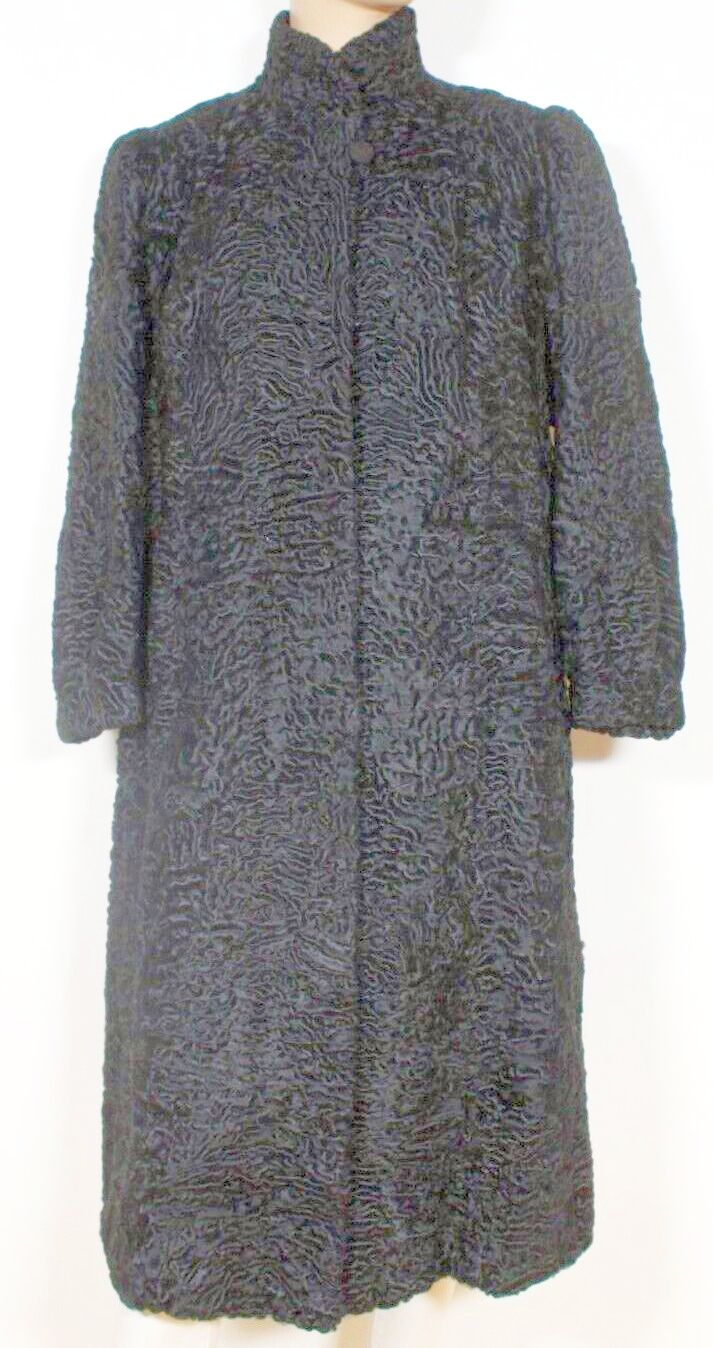
Mantel aus eingeschnittenen schwarzgefärbten Karakulfellen

Reichen Felle in ihrer natürlichen Länge nicht für einen bestimmten Verwendungszweck, können sie bei entsprechender Eignung durch die Arbeitstechnik des sogenannten Auslassens auf Kosten ihrer Breite den Schnittmustervorgaben angepasst werden. Beim Einschneiden dagegen werden Felle mit geeigneten Schnittformen der benötigten Länge entsprechend zusammengefügt. Beide Techniken können auch miteinander kombiniert werden.
In einem Fachbuch heißt es: „Beim Einschneiden muss der Kürschner in ganz besonderem Maße Können und Erfahrung beweisen. […] Je mehr sich der Kürschner ernstlich mit der Zusammensetzung des Haarkleides, mit Profil, Farbe und Dichte der Unterwolle befasst, um so besser wird er diese diffizile Arbeit beherrschen lernen.“ Bei der nicht schematisch oder schablonenhaft auszuführenden Arbeit soll die Fellfläche verändert, meist vergrößert werden. Immer wenn die Felle für ein Kleidungsstück nicht nur übereinander genäht werden, sondern ein Streifen im Charakter eines Felles erzielt werden soll, kommt das Einschneiden zur Anwendung. Dabei können können Teile eines zusätzlichen Felles bis zu durchaus etwa vier Felle für einen Streifen infrage kommen. Eine zusätzliche Verlängerung kann unter Umständen durch ein Auslassen des genähten Streifens erfolgen.
Zumeist werden Felle durch Teile eines oder mehrerer Felle zu einem längeren Streifen zusammengefügt. Es kann aber auch vorkommen, dass beispielsweise vier Felle zu fünf Streifen eingeschnitten werden. Voraussetzung für eine einwandfreie Arbeit ist, dass die ineinander zu arbeitenden Felle in der Farbe, der Farbschattierung und der Haardichte und -länge möglichst vollkommen übereinstimmen. Es hieß 1933, wer von der Regel abweicht, dass der Streifen die gleichen Merkmale aufweist wie das Fell in seiner natürlichen Form im kleinen, „sollte besser nicht einschneiden, sondern die Felle einfach aufeinander setzen“.
In welchen Bereichen des Fells jeweils das Einschneiden erfolgt, muss der Verarbeiter von Fall zu Fall entscheiden. Die Abschnitte richten sich stark nach den Querprofilen, nach Farbschattierungen, Haarrichtungen usw. Für das Einschneiden von auszulassenen Nerzfellen hieß es beispielsweise in einer Anleitung für Auszubildende: „Im Gegensatz zu den meisten Arbeitsgängen lässt sich für das Einschneiden von Nerz kein festes Schema oder sonst eine Norm aufstellen. Hier muss einzig und allein das Auge entscheiden“.
Bei manchen Fellarten muss es in sehr kurzen Abständen erfolgen, besonders in den Kopf-, Kreuz- und Pumpfpartien (vor dem Schweif). Um eine dem Auge möglichst nicht sichtbare Verbindung zu schaffen, sollte bei einer fachgerechten Arbeit das Einschneiden immer in einer Zacken- oder Wellenform erfolgen, sofern der Streifen nicht nachträglich ausgelassen wird. Während die eher markierenden Quernähte innerhalb eines Felles zu vermeiden sind, genügen sie bei Auslassarbeiten, da sie durch die Auslassnähte zu einem treppenartigen Muster verschoben werden. Wurden jedoch zwei in den Haarlängen ungleiche Felle zusammengefügt, entstehen auf der Haarseite sogenannte hässliche „Treppen“ beziehungsweise „Tannenbäume“. Ist das obere Fellteil im Unterhaar geringfügig kurzhaariger, kann dies mit einem „Auftreten“ ausgeglichen werden. Dazu wird das in der Unterwolle kürzere Haar um die Differenz über das untere Fell geschoben und so mit der Pelznähmaschine festgenäht.
Abgesehen vor allem bei den Lammfellsorten weisen viele Fellarten, insbesondere im Querprofil, nicht nur Farbunterschiede, sondern auch sehr erhebliche Haarlängenunterschiede auf. Die Fellmitte kann im Haar einfallen oder gegensätzlich kammartig länger sein. Zu den Seiten hin wird das Fell meist kürzer, anders beispielsweise beim Luchsfell mit der besonders geschätzten hellen, langhaarigeren Wamme. Bei den zusammenzufügenden Teilen ist zu prüfen, an welcher Stelle jeder Seite sich der Übergang zwischen längerem und kürzeren Haar befindet. Die Fellteile werden jeweils an dieser Stelle übereinandergelegt, mit dem Kopierrad und anschließend auf der Leerseite mit einem Stift markiert, so dass diese Stellen beim Nähen aneinander kommen. Neben dem bereits beim Anbrachen markierten Grotzen, der Fellmitte, erhalten die beiden Enden ebenfalls Markierungen zum Zusammennähen. Durch Dehnen werden die Schnittkanten zwischen den Markierungen vor dem Nähen auf die gleiche Länge gebracht, eventuell ist zusätzlich ein geringes Einhalten des breiteren Teiles nötig. Nach dem Zusammenfügen mit der Pelznähmaschine werden die Nähte mit dem Nahtroller, dem Streckholz oder dem Messerrücken abgeflacht, das Haar an den Nähten gegebenenfalls mit dem Messingkamm ausgekämmt und der einwandfreie Erfolg überprüft, ehe, bei einer Flächenarbeit, die Streifen nebeneinander gearbeitet werden.
Lammfelle, insbesondere die gelockten oder moirierten Karakulfelle, werden beim „flächig Einschneiden“ mit besonderen Zacken- oder Wellennähten eingeschnitten und nebeneinander genäht, wobei geraten wird, die Zackenform wegen der einfacheren und exakteren Nähbarkeit vorzuziehen. Die verwendeten Muster richten sich nach der Art der Fellzeichnung und der Haarlänge, sind aber auch abhängig von der Präferenz des jeweiligen Kürschners.

Einschneiden für einen Swakaramantels (Persianer)
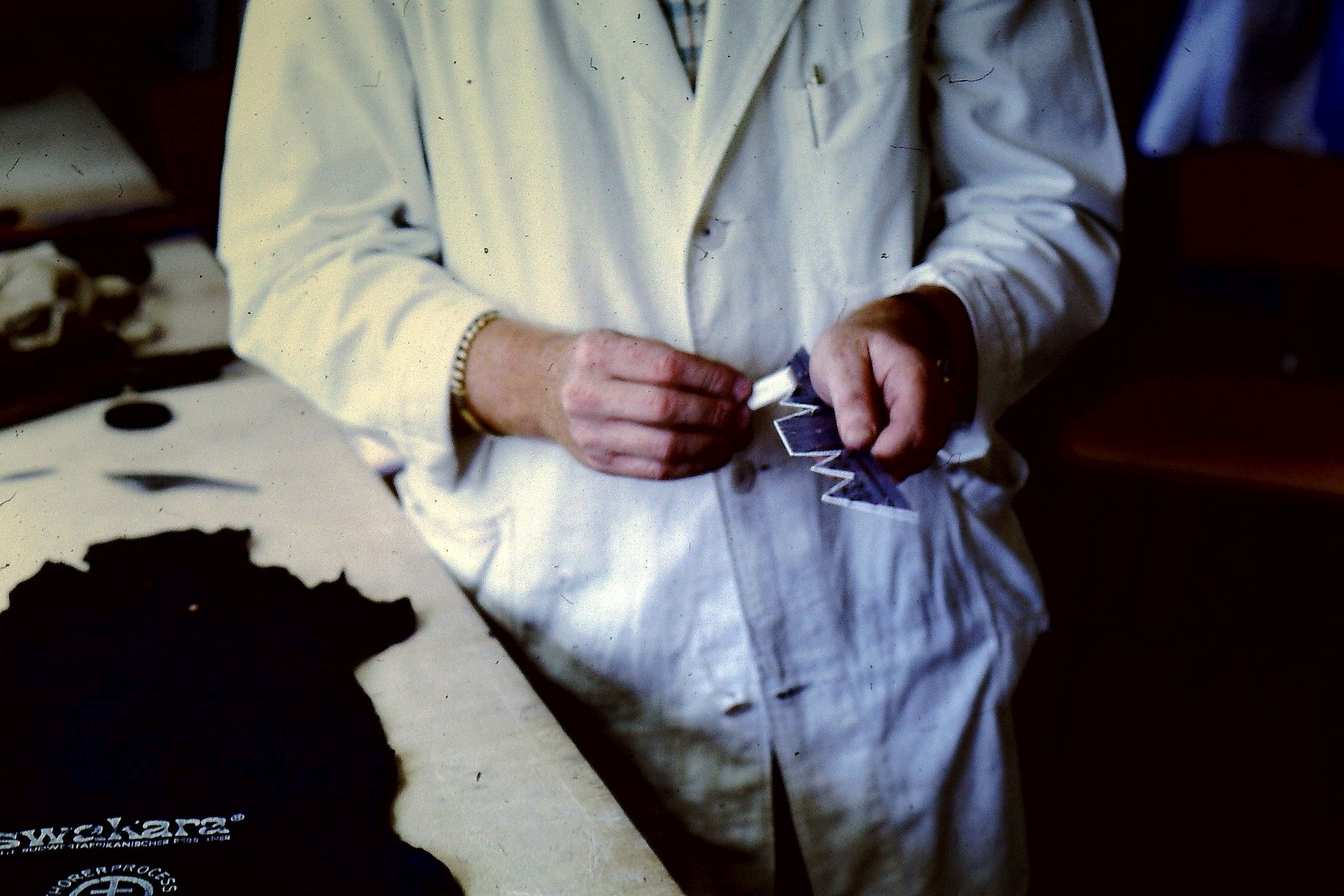
Die Kante der Zackenschablone wird mit Kreide eingerieben
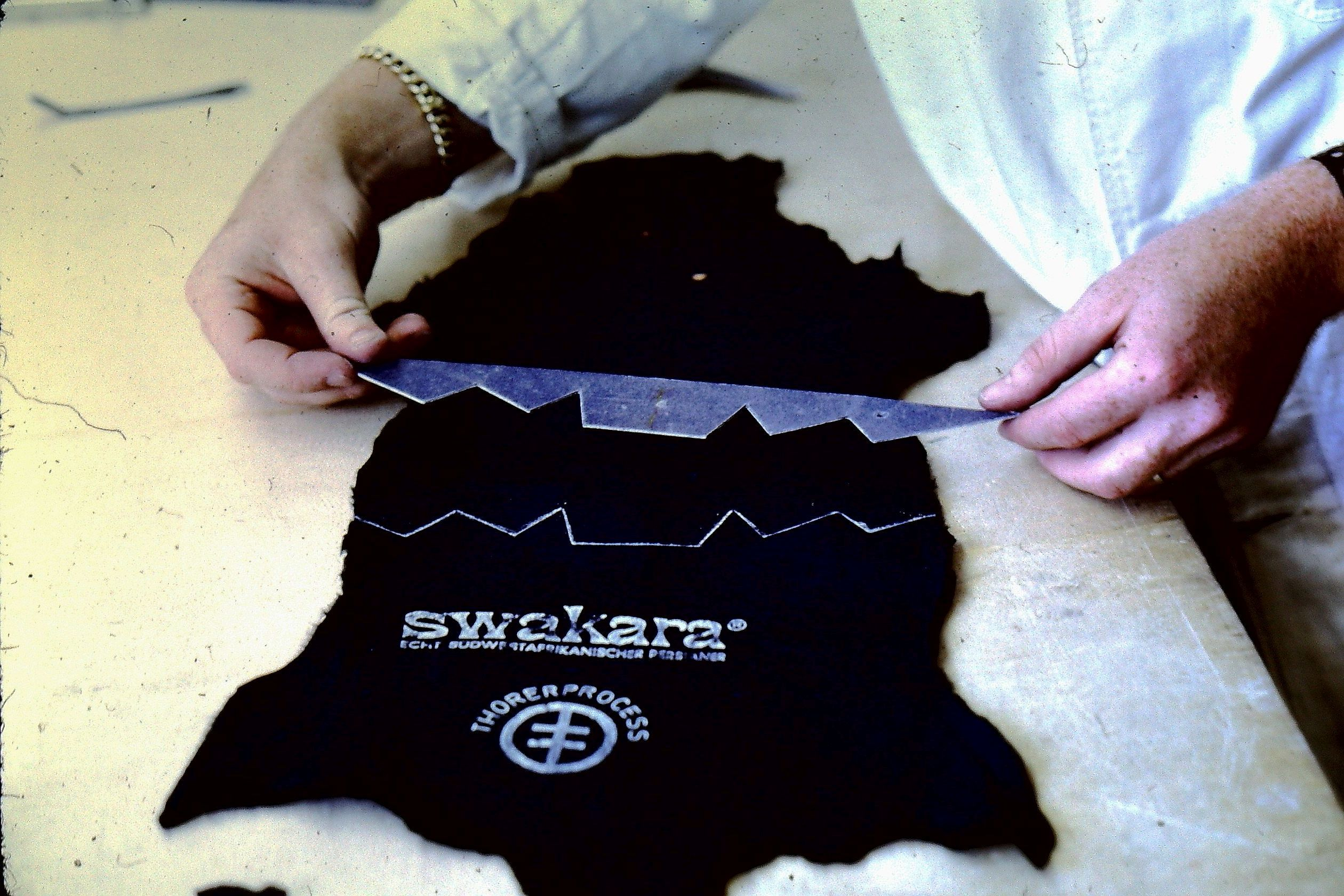
Der Kreideabdruck auf dem Fell
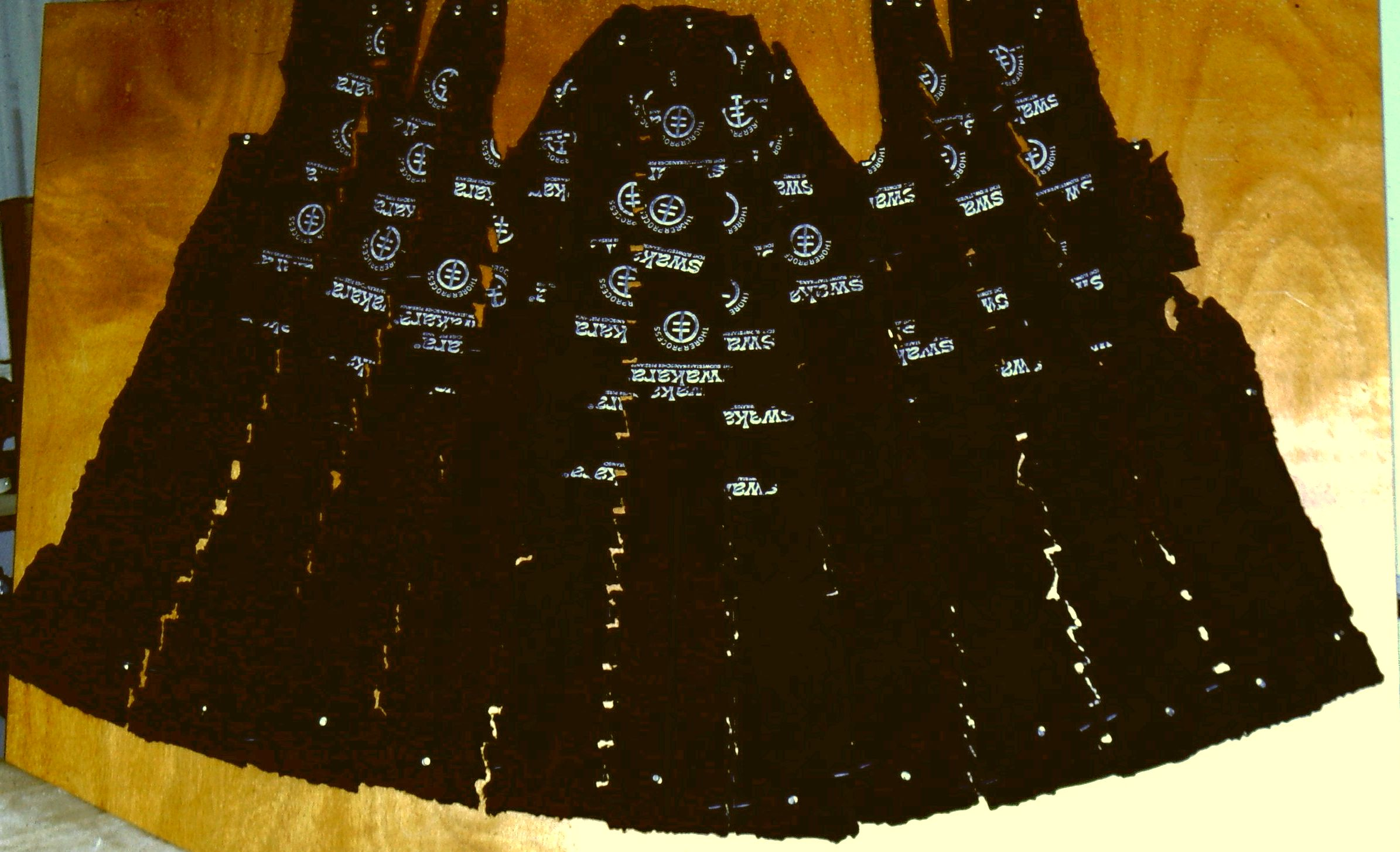
Eingeschnittene Fellstreifen, vor dem Zusammennähen des Rumpfes

### Anstürzen

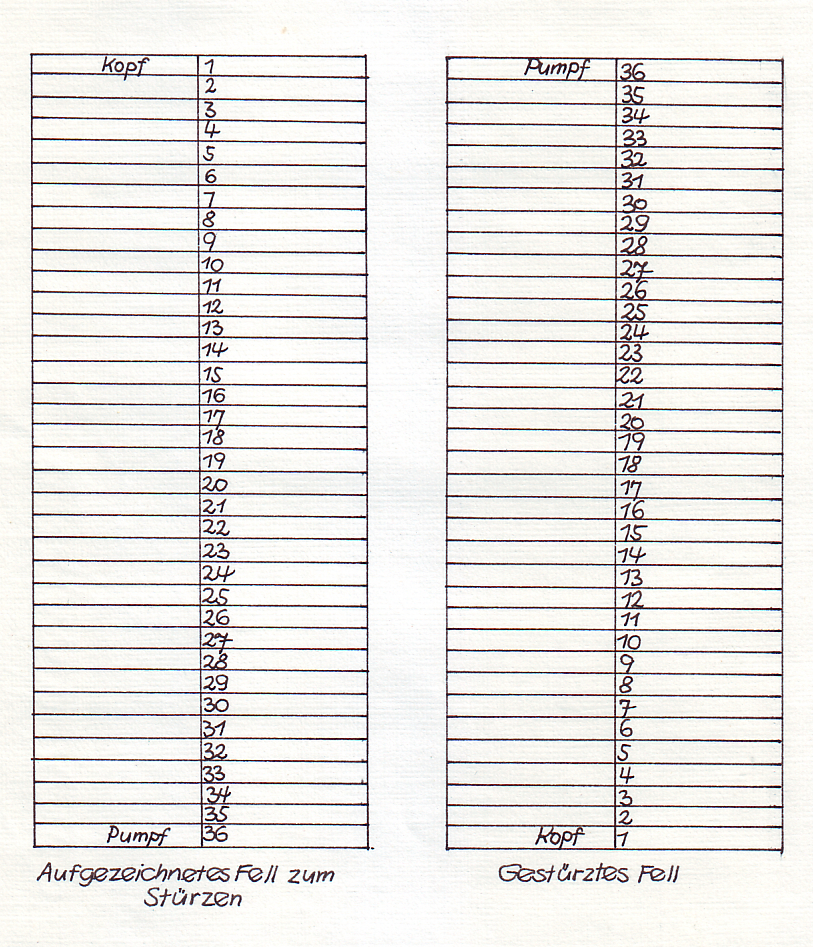
In-sich-stürzen eines Felles (Skizze)
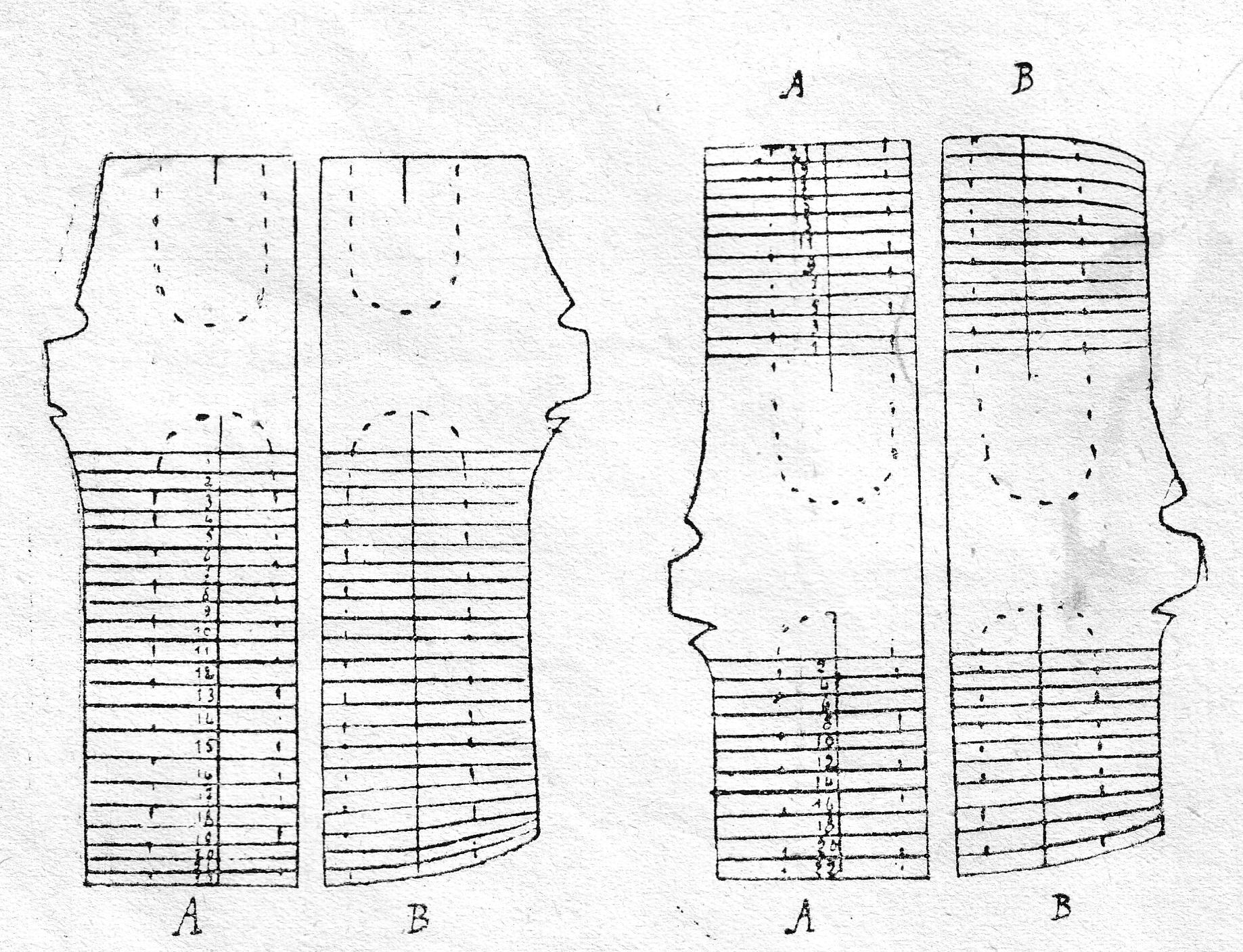
Anstürzen innerhalb eines Felles (Skizze)

Das „unsichtbare“ Aufeinandersetzen von jeweils zwei Fellen einer Fellart kann häufig nur durch das sogenannte „Anstürzen“ geschehen. Das ist beispielsweise der Fall, wenn das Fell vom Kopf aus zum Pumpf hin stark ansteigende Haarlängen aufweist.
Ein Charakteristikum des Feh, dem Fell des russischen Eichhörnchens, ist der rauche und lange Pumpf gegenüber dem verhältnismäßig flachen und kurzen Kopfhaar. Das Übereinanderstzen der grauen Fehrücken ergibt daher sehr markante Pumpf-Kopf-Aufsätze. Um einen fließenden Mantelstreifen zu erzielen wurde daher vorgeschlagen, jedes zweite Fell im A-Schnitt (siehe Auslassen (Kürschnerei)) komplett umzuwerfen. Das heißt, der unterste A-Schnitt jedes zweiten Felles kommt innerhalb der Zeilenhöhe nach oben, gefolgt vom nächsten Schnitt und so fort, so dass jeweils Kopf an Kopf und Fellende an Fellende aneinander stoßen.
Beim Skunkfell, vor dem Zweiten Weltkrieg ein beliebter Modepelz, weisen das rötlichbraune bis blaugraue Wollhaar und die braunen bis schwärzlichen Grannenhaare erhebliche Längenunterschiede auf. Klein, am Kopf beginnend, steigt die Haarlänge bis ⅔ Länge des Felles langsam an, um dann bis zum Pumpf, besonders aber nach den Pfoten zu, wieder stark abzufallen. Durch Anstürzen kann hier beispielsweise die auffällige Kopf-Pumpf-Verbindung einer Manschette verhindert werden. Gleichzeitig wird erreicht, dass das schönste und vollste Haar auf der Oberseite der Manschette bleibt:
Beim rechteckig vorbereitete Fell, die charakteristische weiße Skunksgabel wurde zuvor entfernt, „sucht man durch Anblasen die Haarlänge oberhalb der größten Rauche (dem Kopfe zu), welche auch an den Pumpf passt. […] Dieses obere Stück wird nun in 1 cm breiten Abständen waagerecht eingeteilt und mit durchlaufenden Nummern versehen. Nachdem man dieses Teil in Querstreifen geschnitten hat, werden die Streifen mit geraden Ziffern herausgenommen und in umgekehrter Reihenfolge im gleichen Haarstrich unter den Pumpf gesetzt. Die Streifen mit den ungeraden Ziffern rücken wieder zusammen.“
Der gleiche Effekt kann auch mit zwei tadellos zusammenpassenden Fellen erzielt werden. Geschnitten und durch „In-sich-stürzen“ angestürzt wir dabei nur das zweite Fell. Die für Skunk vorgeschlagenen 1 cm breiten Streifen werden in sich um 180° gedreht zusammengenäht und mit dem Pumpf an den Pumpf des ungeschnittenen Felles genäht. Gleichzeitig entsteht dabei, bei gleichbleibendem Haarschlag, ein einwandfrei passender Übergang an den Köpfen.

## Nach Fellarten

### Karakul (Persianer)

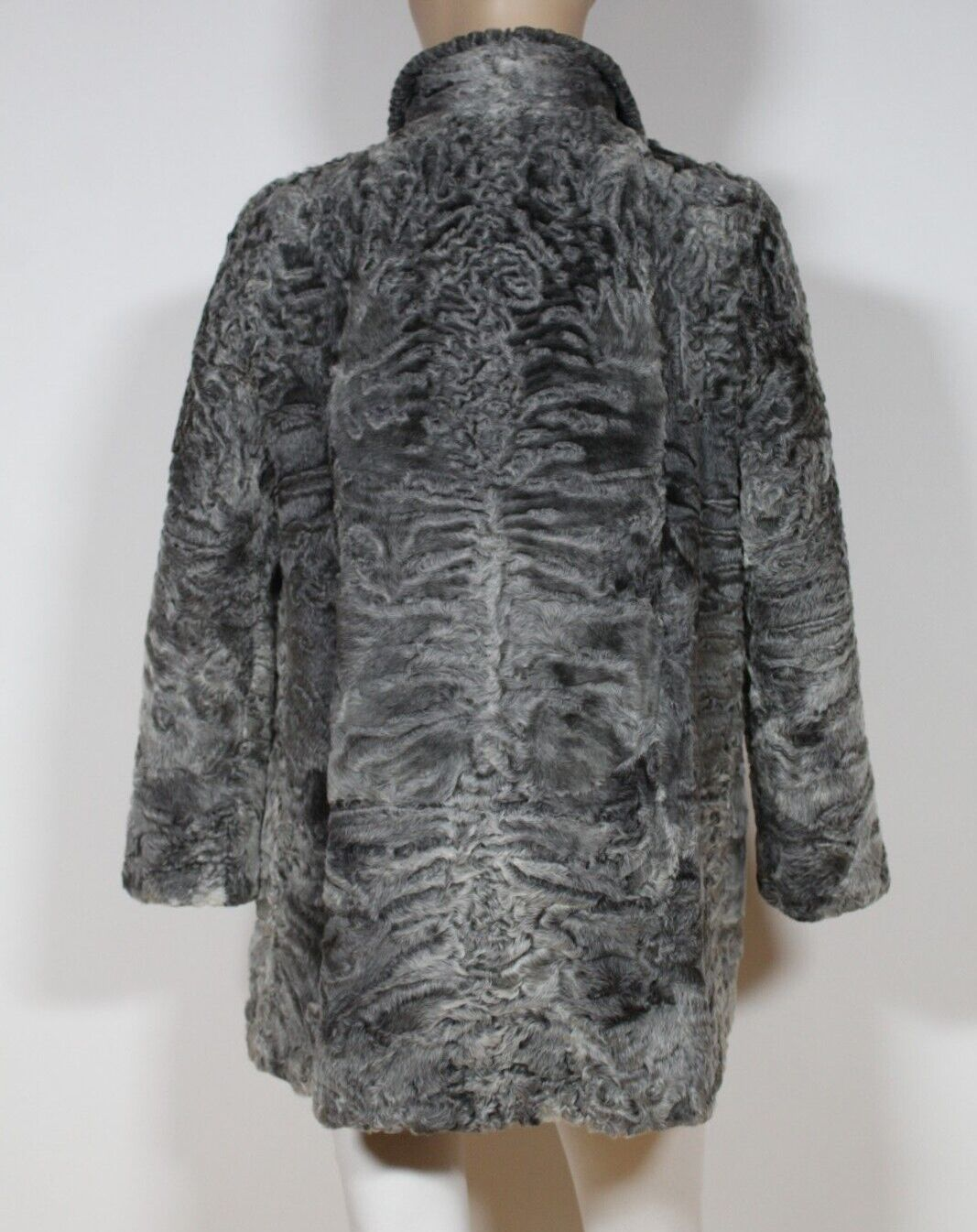
Naturfarbene eingeschnittene Karakulfelljacke

Nachdem es gelungen war, das Karakulfell glänzend tiefschwarz und auch das bisher durchscheinende weiße Leder schwarz zu färben, gehörte es als Persianer zu den begehrtesten Fellarten seiner Zeit. Dies traf später vor allem auf die Bundesrepublik zu, so dass er dann als klassischer „deutscher“ Pelz galt. Eine regelrechte „Persianerverkaufswelle“, wie sie in einer Fachzeitschrift genannt wurde, begann um das Jahr 1960. In den 1970er Jahren wurde der Persianer vom Nerz abgelöst. Wurden Persianerfelle vorher und anderswo in der Regel ganzfellig, „zeilig übereinander“, das heißt Fell über Fell, Pumpf auf Kopf, verarbeitet, bevorzugte man in der Bundesrepublik weitgehend die flächigere, durch Einschneiden erzielte Optik. In einem Lehrbuch der DDR, deren Pelzindustrie hauptsächlich devisenbringend für die bundesrepublikanische Konfektion arbeitete, hieß es: „Solches Material, welches eine relativ unsichtbare Fellverbindung ermöglicht, sollte eingeschnitten werden“. Die russischen Persianerfelle wurden zwar in Leipzig auktioniert, wurden aber ausnahmslos an Händler des Auslands einschließlich Westdeutschlands verkauft.
Gelockte Karakulfelle werden grundsätzlich gestürzt verarbeitet, mit dem Haarstrich nach unten, was in der Regel bedeutet, mit dem Kopf nach unten. Bei moirierten Swakarafellen ist dies für ein Sortiment von Fall zu Fall zu prüfen. Pümpfe, Mittelstücke und Köpfe sind fast immer unterschiedlich gezeichnet. Werden die Felle eingeschnitten wird daher in einer Dreiteilung eingeschnitten, bei Swakaras auch öfter. Der fertige, im Zacken- oder Wellenmuster eingeschnittene Streifen soll die Wirkung eines längeren Fells aufweisen. Die schmaleren Hals- und Kopfpartien am Saum sind üblicherweise im selben Arbeitsgang mit den abgefallenen Kopfteilen zu verbreitern. Die schönste Zeichnung hat das Karakulfell zum Pumpf hin. Die weniger gezeichneten, kräftigen Kopfteile gelangen durch das Einschneiden an unauffälligere Stellen, an den Saum, in die Seiten und in die Unterärmel, soweit sie nicht, wie vielleicht bei sehr hochwertigen Karakulmänteln, ganz wegfallen.

Karakulfell (Skizzen)
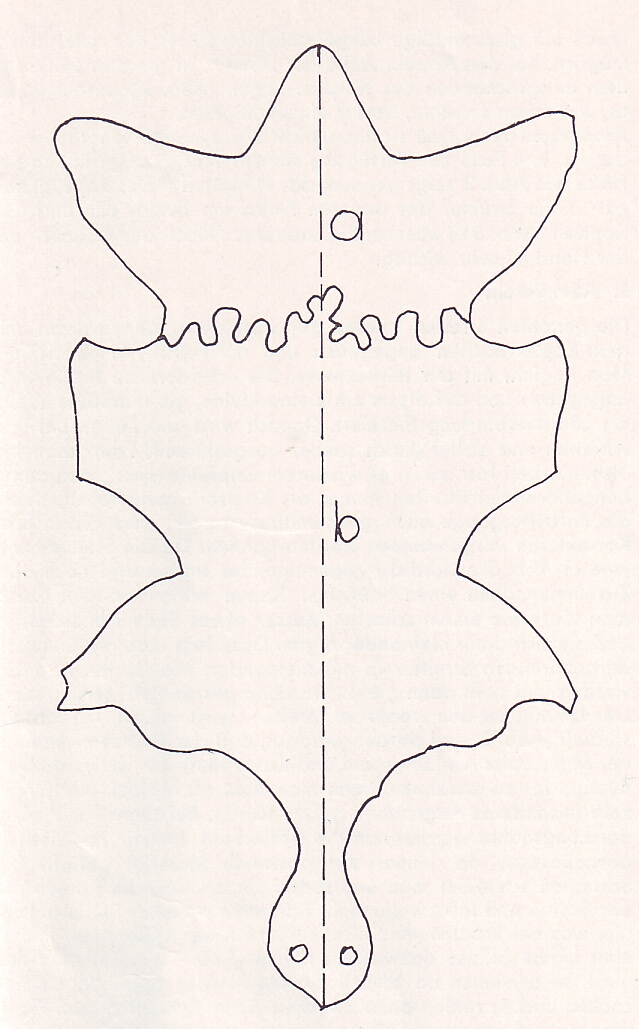
Mit Wellenschablone eingeschnittenes, moiriert gezeichneter Karakul-Breitschwanz-Fellstreifen
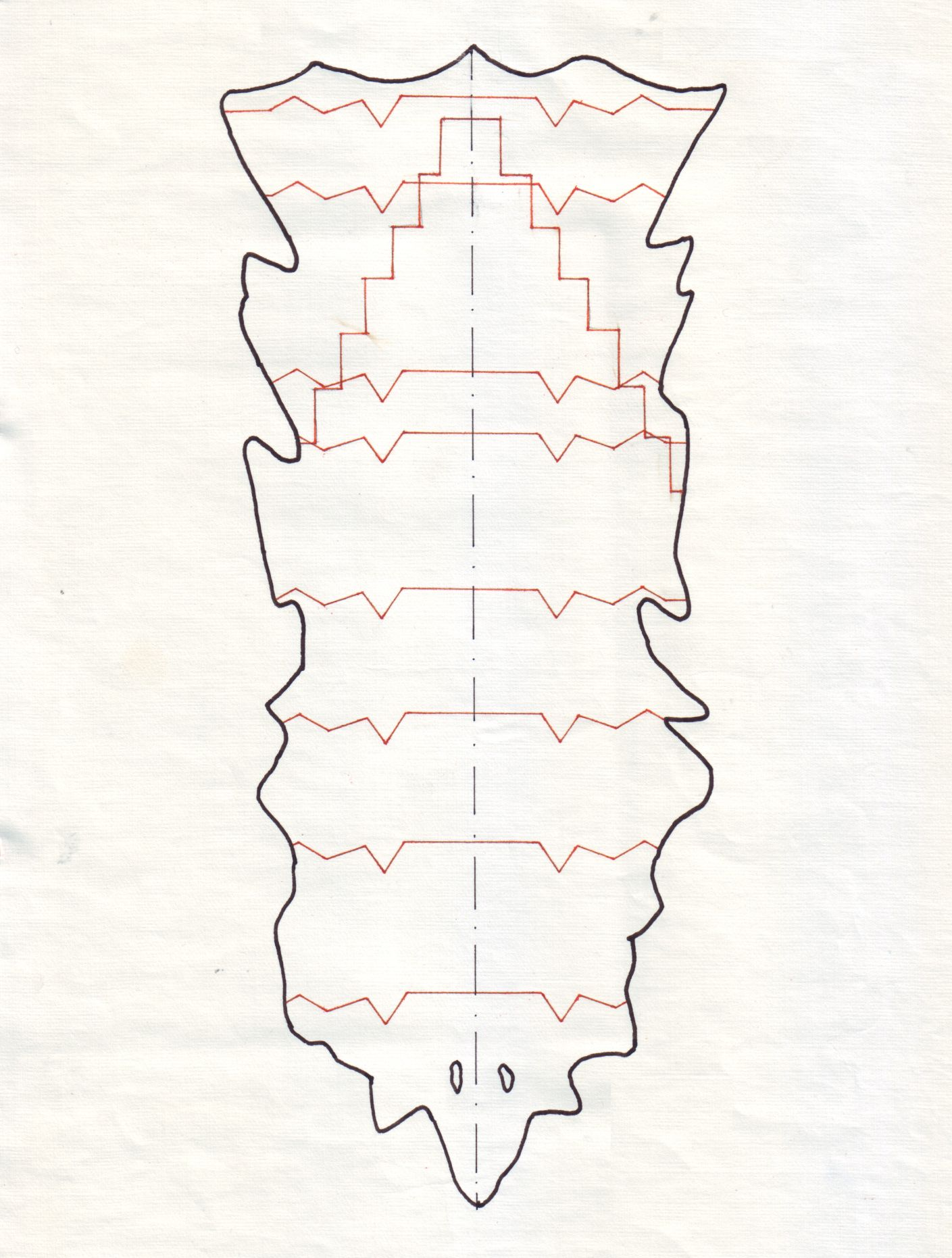
Mit Zackenschablone eingeschnittener Karakulfellstreifen, zusätzlicher Treppenschnitt zur weiteren Verlängerung
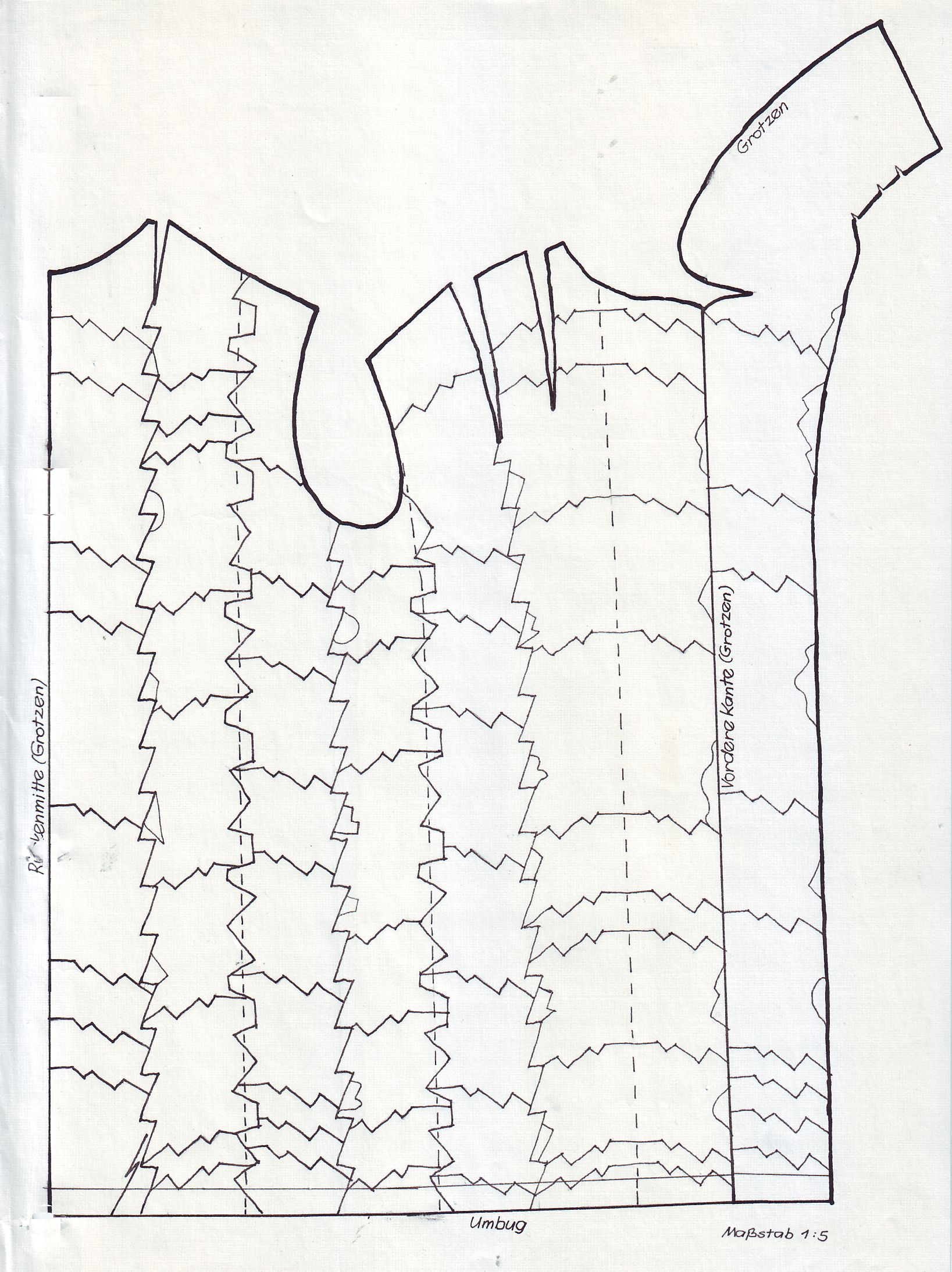
Mit Zackenschablone eingeschnittener halber Mantelrumpf

### Sonstige Fellarten
Bei den verschiedenen Fellarten finden sich die idealen Einschnittstellen, mit einigen Abweichungen, meist in den gleichen Fellteilen, vor allem im Rumpfteil bis vor das Kreuz mit den Vorderpfoten. Für Bisamfelle heißt es zum Beispiel: „Schwierigkeiten des Einschneidens liegen in den Pümpfen, in den Übergängen der Hinterklauen zum Pumpfstück sowie in den vorhandenen Farb- und Rauchenunterschieden“. Da die Fellstreifen in dieser Anweisung anschließend ausgelassen werden, erfolgen die Einschnitte mit einer geraden Schnittlinie. In der Pumpfpartie folgen die Einschnitte in kurzen Abständen von 1,5 bis 3,0 cm, im Mittelteil des Felles können die Abstände auf 6,0 bis 10,0 cm vergrößert werden.
Äußerst diffizil ist das Einschneiden verschiedener Marderarten, die innerhalb eines Felles einen erheblichen Unterschied in der Haarlänge und im Farbbild aufweisen. Das gilt beispielsweise ganz besonders für das Iltisfell, aber auch für das Baum- und das Steinmarderfell sowie das Zobelfell. Soweit möglich wird hier das Einschneiden vermieden.
Besondere Anforderungen an das Einschneiden stellt beispielsweise die Fohlenfellverarbeitung, bei der es gilt, die sogenannten „Fohlenspiegel“ harmonisch zu verteilen. Im Zusammenhang mit dem Einschneiden von Fohlenfellen wurden 1934 die unterschiedlichen Anschauungen in Bezug auf die Fellverbindungsformen angesprochen: „Über die Frage, ob eine Bogen-, Wellen- oder Zackennaht richtiger oder besser ist und ob die Zacke und der Bogen wild oder gleichmäßig sind, ist schon viel polemisiert worden, ohne dass man sich einig geworden wäre. Jeder verfocht seine Ansicht und hielt sie für allein richtig, ohne indes im Stande zu sein, eine richtige Begründung für seine Einstellung zu geben“.
Als ganz besonders anspruchsvoll galt das „unsichtbare“ Einschneiden von Ozelotfellen, bei der die markante Bänderzeichnung erhalten werden soll. Hier wurden durch Dehnen und Nachschneiden einer individuellen, der Fellzeichnung angepassten, oder einer Zackenschablone die auf der Haarseite ineinander übergehenden Verbindungen hergestellt (Ozelot ist inzwischen „besonders geschützt nach BNatSchG seit 31. August 1980, Höchstschutz seit 18. Januar 1990“).

Weitere Fellarten (Beispiele)
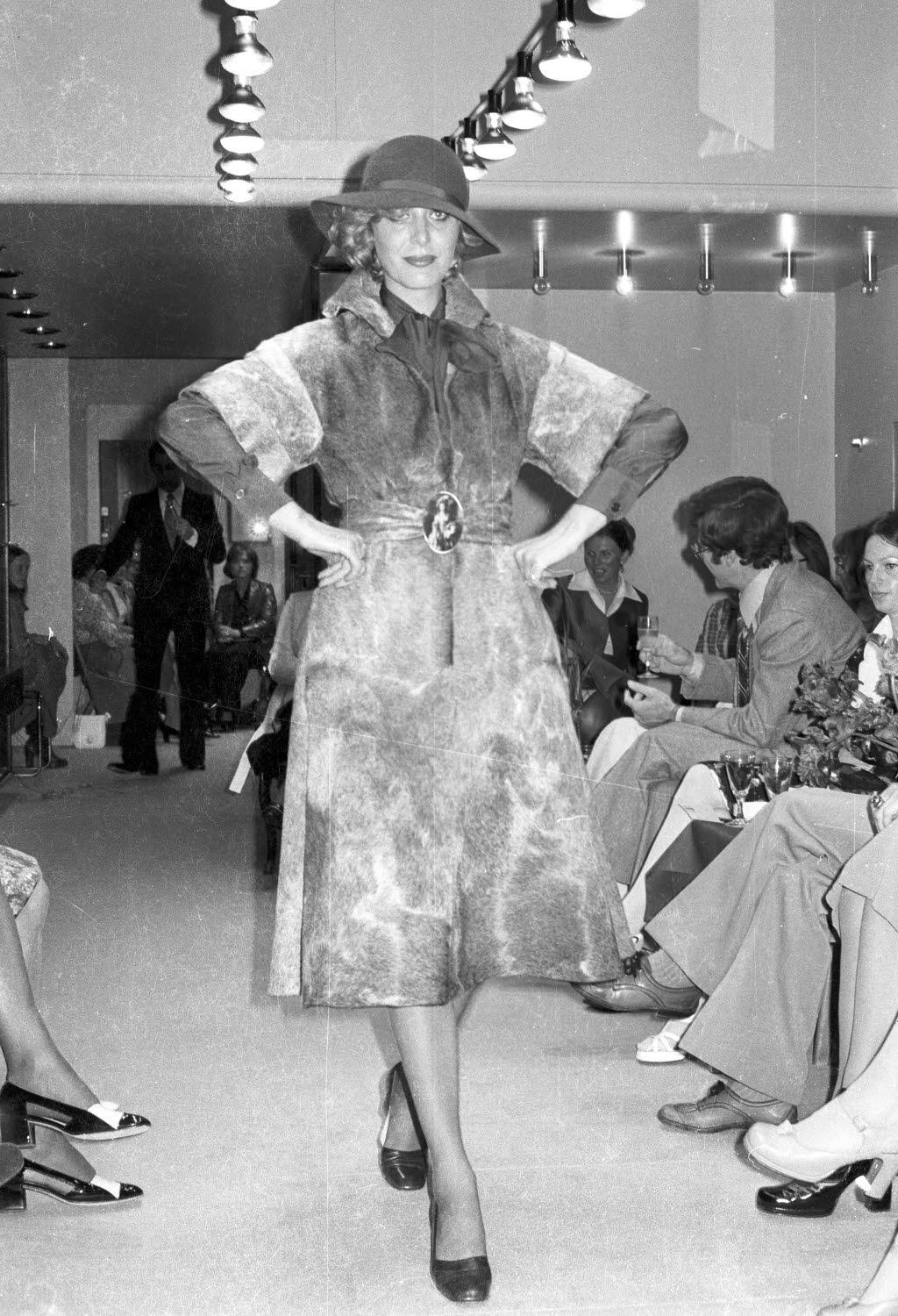
Kalbfellmantel mit einem erkennbaren Einschnitt (1975)
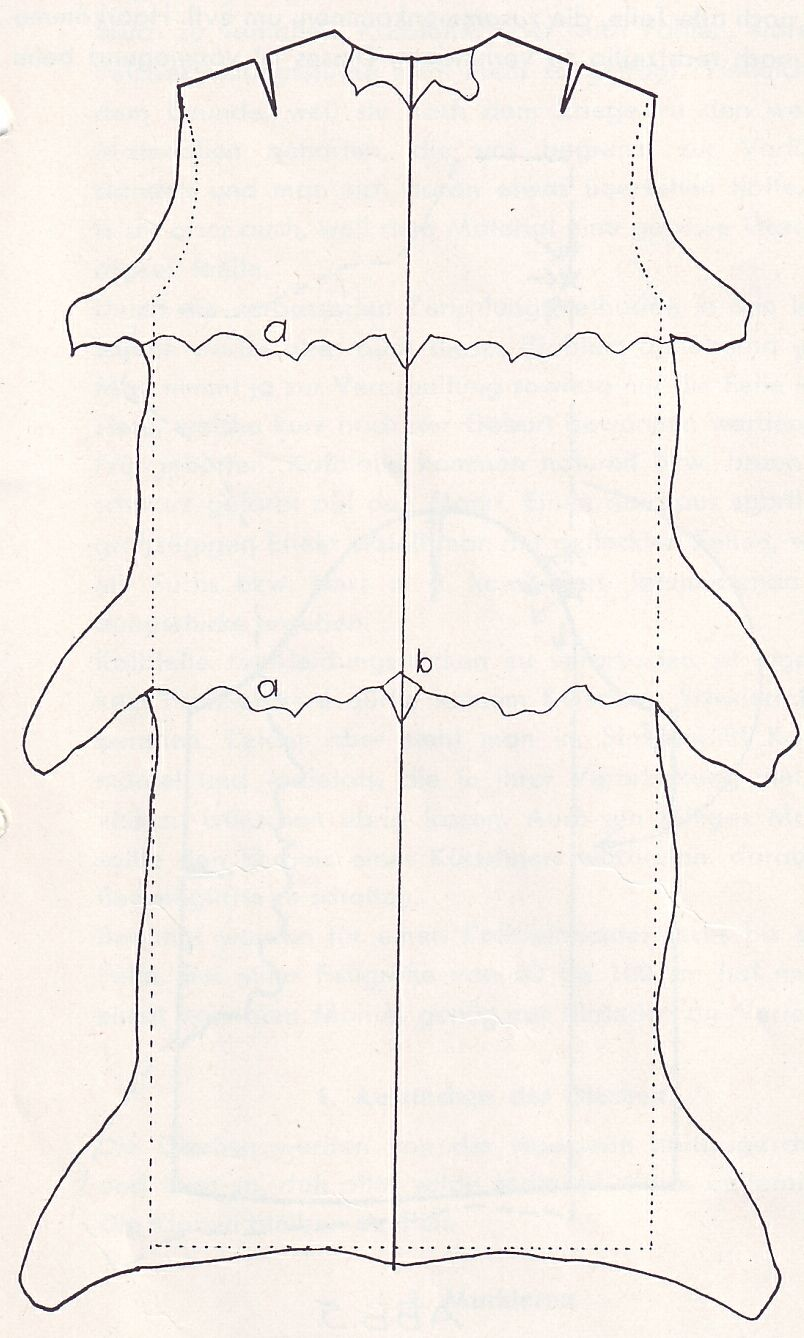
Einschneiden von Teilen eines Kalbfells (Skizze)
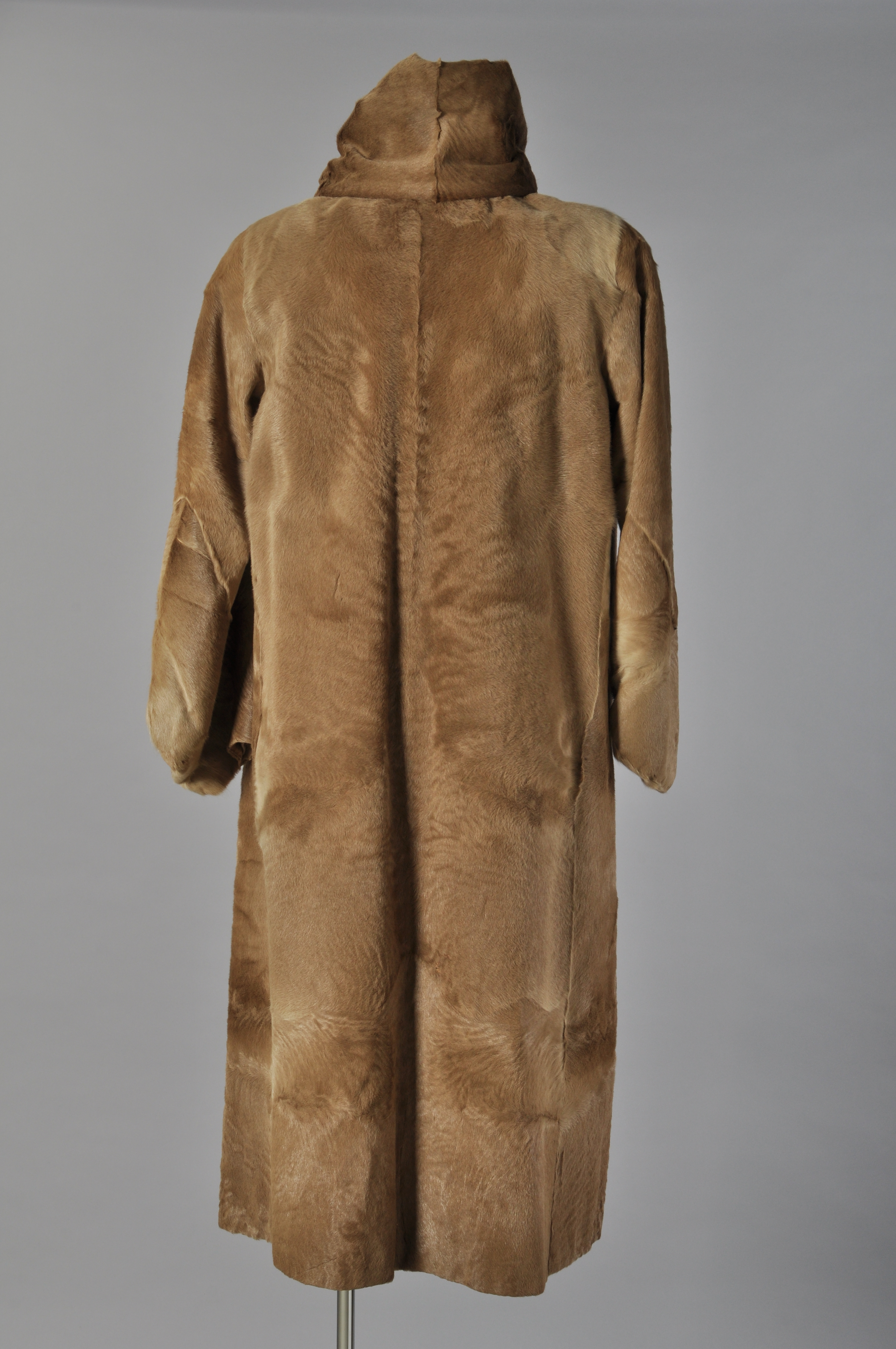
Fohlenmantel, zwei Paar Fohlenspiegel übereinander (1929, Museum Rotterdam)
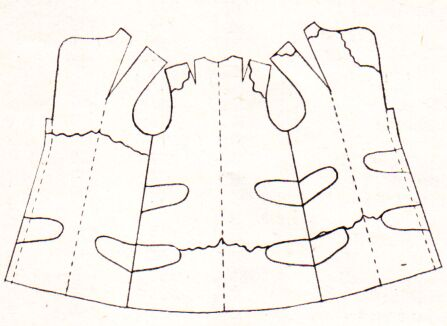
Einschneiden von Fohlenfellen, Mantelrumpf mit eingezeichneten Fohlenspiegeln (Skizze)